# Gastrozona balioptera
Gastrozona balioptera är en tvåvingeart som beskrevs av Hardy 1973. Gastrozona balioptera ingår i släktet Gastrozona och familjen borrflugor. Inga underarter finns listade i Catalogue of Life.